# Малаканьянг (дворец)
Дворец Малаканьянг (филипп. Palasyo ng Malacañang) — официальная резиденция президента Филиппин, которая расположена в столице страны городе Манила. Представляет собой дворцовый комплекс, построенный в неоклассическом стиле.

## История
Малаканьянг построен в 1750 году. Первоначально, здесь жил испанский аристократ Дон Луис Рох, позже в нём проживали различные генерал-губернаторы. Когда страна обрела независимость, то дворец объявили резиденцией президента Филиппин. Особую известность Малаканьянг приобрёл во время правления диктатора Фердинанда Маркоса.

## Описание
Основное здание представляет собой двухэтажное здание с арочным окнами, окруженное по всему периметру портиками. В нём находятся 10 залов.
Официальных посетителей дворца Малаканьянг встречают в специально отведённой для этого прихожей, где пол и стены сделаны из бежевого филиппинского мрамора. Прямо из прихожей находятся двери на главную лестницу, ведущие в государственные приёмные. Слева находится Дворцовая часовня, а справа расположен проход, ведущий в Зал Героев.
Двери, ведущие к главной лестнице, изображают сцены и персонажей из филиппинской мифологии. Современные смоляные двери были установлены в 1979 году, заменив кованое железо и окрашенные стеклянные двери с американского периода, изображающие Лапу-Лапу и других вождей мактанов, которые причастны к убийству Фернандо Магеллана.
Деревянные скамейки, установленные ещё при американском режиме, что сейчас стоят у частного входа, который ведёт прямо к жилым помещениям дворца, изначально находились в одном из залов главного здания.
Из прихожей ведёт ещё один проход, на котором висит около 40 картин знаменитых филиппинцев (автор — Флорентино Макабухай), написанных в 1940 году. Прилегающая большая комната изначально была Общественным залом, предназначенным для неофициальных собраний. Он был переименован в Героический зал первой леди Евы Макапагал, которая поручила Гильермо Толентино вылепить бюсты национальных героев.
На веранде находится большая главная лестница, сделанная из лучшего дерева. В верхней части лестницы находится посадка, которая служит вестибюлем в приёмной.
Посетители обычно собираются в Церемониальном зале, в ожидании когда их примет президент.
Самым крупным помещением в Малаканьянге является Бальный зал, используемый для государственных ужинов и крупных собраний, в частности присяги государственных чиновников. Зачастую во время мероприятий играет оркестр.

## Сады
На обширной территории дворика Малаканьянга расположен сад, где произрастают тропические кустарники, вековые деревья, акации. Акация, украшенная кактусом, называется «Королева ночи». Широкие лужайки, пышные деревья и зелень хорошо отображают то, как Манила могла бы выглядеть, если была менее густонаселённой.
Общественный сад, известный как «Парк свободы», граничит с административным зданием. В нём есть статуи, символизирующие четыре свободы (религия, выражение, желание и страх), которые были привезены в Малаканьянг с Манильской международной ярмарки 1950-х годов. Фонтан возле входа в главный дворец, построенный в 1930-х годах, все ещё функционирует.
На главном входе находится большое балетное дерево, которое украшают во время Рождества. Однажды дерево осветили тысячами мерцающими светлячками, пойманных в различных городах страны.